# جنیفر هیل (فیلم)
جنیفر هیل (انگلیسی: Jennifer Hale) یک فیلم است به کارگردانی Bernard Mainwaring که در سال ۱۹۳۷ منتشر شد.